# Legai

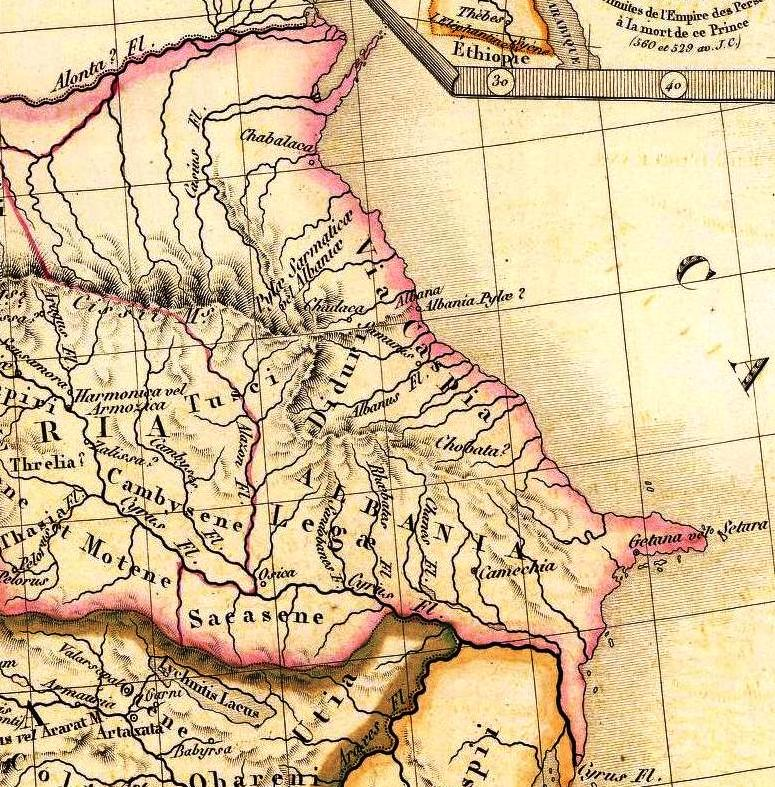
Lokalisierungsversuch der Legai anhand der Angaben antiker Quellen und Geographen auf einer historischen Karte von Adrien-Hubert Brué von 1839

Die Legai (altgriechisch Λῆγαι Légai, lateinisch Legae) waren ein Volk am südwestlichen Ufer des Kaspischen Meeres. Sein Name ist heute noch wahrscheinlich bei den Lesgiern erhalten, die im Süden von Dagestan und im Norden Aserbaidschans leben.

## Griechisch-römische Überlieferung der Antike
Der antike Geschichtsschreiber und Geograph Strabon erwähnt in seinem Werk, dass „zwischen den Amazonen und Albanern die Gelai und Legai, skythische Volksstämme, leben“. Dabei beruft er sich auf Theophanes von Mytilene, einen Begleiter des Gnaeus Pompeius Magnus auf dessen kaukasischem Feldzug (1. Jahrhundert v. Chr.). Genauso wie Strabon nennt auch Plutarch in seiner Biographie des Pompeius die Gelai und Legai als Volksstämme zwischen den Amazonen und den Albanern. Die Bezeichnung Skythen, die Strabon zur Charakterisierung der Legai nutzt, war im Altertum keine genaue ethnische, sprachliche oder kulturelle Zuordnung, sondern wurde eher als loser Sammelbegriff „barbarischer“ Völker im Norden und Osten verwendet.
Der Geograph Claudius Ptolemäus nennt in der Geographike Hyphegesis (Buch VI) – neben den Dribyken – die Kadusier und die Gelai als Völker am Ufer des Kaspischen Meeres, ohne die Legai zu erwähnen. Dies wurde durch Albert Herrmann so gedeutet, dass bei Ptolemäus „Kadusier“ eine andere Bezeichnung für die von Strabon und Plutarch erwähnten Legai ist. Auch Strabon listet an einer anderen Stelle in seinem Werk die Gelai, Kadusier, Amarder, Vitier und Anariaker als die fünf Stämme an der Südküste des Kaspischen Meeres auf, ohne die Legai anzuführen. Der römische Schriftsteller Plinius der Ältere dagegen setzt die Gelai (auf Latein „Gaeli“) in seiner Naturalis historia mit den Kadusiern gleich, ohne die Legai zu erwähnen – und das, obwohl Ptolemäus und Strabon die Gelai und die Kadusier explizit als separate Völker bezeichnen. Um diesen Widerspruch zu erklären, wurde in der modernen Forschung vermutet, dass auch Plinius in seinem Werk ursprünglich die Legai mit den Kadusiern gleichgesetzt habe und die Gelai als separates Volk aufgezählt habe. Im Laufe der Überlieferungsgeschichte des Textes sei aber beim Abschreiben der Name der Legai verloren gegangen, sodass es in dem verfälschten Text nun so wirke, als habe auch er die Gelai mit den Kadusiern gleichgesetzt.

## Folgende Quellen und Geschichte
Bereits kurz nach der griechisch-römischen Überlieferung erwähnen oder beschreiben altarmenische Quellen (schon Moses von Choren im 5. Jahrhundert n. Chr., besonders Anania Schirakatsi im 7. Jahrhundert) im zentral-südlichen Dagestan oder angrenzenden Gebieten des heutigen Aserbaidschan den Stammesverband, der armenisch Լեկք Lekk' genannt wurde, gefolgt von altgeorgischen Quellen, die sie als georgisch ლეკი Leki bezeichnen, was noch bis ins 19. Jahrhundert die georgische Bezeichnung für Bewohner Dagestans, besonders der südlichen Teile war.

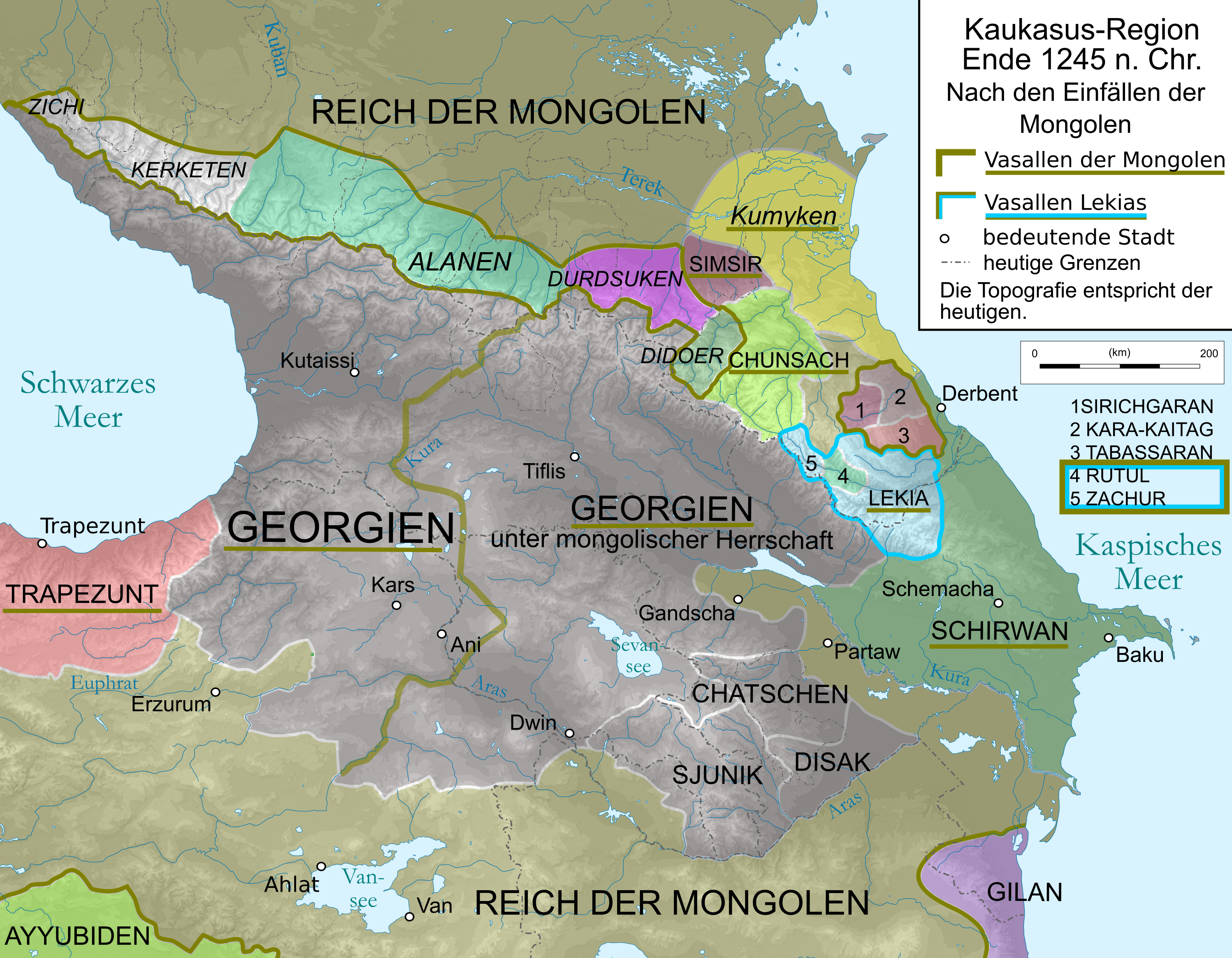
Lekia (hellblau) 1245 (nach dem Mongolensturm) in Kaukasien. Die Khanate Rutul (4) und Zachur (5) begannen bereits zunehmend, selbstständig zu handeln und beendeten nach Überlieferung von Al-Qazwīnī in den folgenden Jahren bis 1253 ihre Gefolgschaft zum Herrscher von Lekia.

Die wichtigsten Quellen stammen aber aus frühislamischer Zeit ab dem 8. Jahrhundert, die die Bewohner der Region als Leki / Lāki, aber auch als Lāks / Leks bezeichnen, die Landschaft arabisch als Lākiya / Lekia oder neupersisch als Lāksan / Leksistan überliefern. Nach den detaillierten Beschreibungen muslimischer Geographen und Historiker konvertierten Teilgruppen besonders früh im 8./9. Jahrhundert zum Islam und bildeten ab dem 8. Jahrhundert im dagestanischen Hochland den Staat Lekia, der zum ersten Zentrum der schrittweisen Islamisierung Dagestans wurde, die erst im 18. Jahrhundert (mit Ausnahme der in dieser Region alteingesessenen Bergjuden) ihren Abschluss fand. Lekia zeigte ab dem 12. Jahrhundert mit der allmählichen Verselbstständigung einiger Teilregionen erste Auflösungserscheinungen, aber erst die Kriegszüge Timurs Ende 14. Jahrhundert führten zum Untergang. Lekias Kerngebiet befand sich anfangs im zentraldagestanischen Siedlungsgebiet der Laken, die meiste Zeit aber am Samur im süddagestanischen Siedlungsgebiet der Lesgier.

## Ethnische Zuordnung
Aufgrund der durchgängigen Überlieferung ist sicher, dass die in der klassischen Antike überlieferten Legai / Legae und die in der Spätantike, im Früh- und Hochmittelalter beschriebenen Lekk' / Leki und Lekia, Lāks / Leks identisch sind. Dagegen war die ethnische Zuordnung auch wegen der in den Quellen verschiedenen Lokalisierung zwischen Zentraldagestan und Süddagestan-Nordaserbaidschan seit dem 19. Jahrhundert Gegenstand von Diskussionen. Einigkeit besteht heute, dass sie Nordostkaukasische Sprachen gesprochen haben dürften, eine gesonderte autochthone Sprachfamilie, die auch als Nachisch-Dagestanische Sprachen bezeichnet werden.

Heutige Verbreitung der Sprachen der nachisch-dagestanischen Sprachfamilie. Nr. 2 (gelb) ist die lakische Sprache, Nr. 10 (blau, im Süden) die lesgische Sprache, 6–10 (in Blautönen): alle enger verwandten Sprachen des südlichen lesgischen Zweiges. Antike Quellen unterschieden bereits die Albanioi, deren Sprache Kaukasus-Albanisch war, eine Vorläuferin von Udisch (Nr. 15, blauschwarz), die damals aber in einem wesentlich größeren Gebiet in Nordwest-Aserbaidschan verbreitet war. Frühislamische Quellen unterschieden außerdem das Land Tabassaran, deren Tabassaranen (Tabassaranisch=Nr. 13) eigene Staatswesen und politische Verbände gründeten. Die übrigen lesgischen Gruppen werden erst seit dem 12. Jahrhundert, oft erst seit der Neuzeit von den Leki unterschieden.

Schon der Begründer der Kaukasiologie, Peter Karlowitsch von Uslar identifiziert in mittelalterlichen georgischen Quellen beschriebenen Leki und die antiken Legai/Λῆγαι mit den modernen Lesgiern: „...Es ist sehr wahrscheinlich, dass die Legen, von denen Herodot spricht, Lesgier waren.“ Das Brockhaus-Efron im späten 19. und frühen 20. Jahrhundert setzte dagegen die zentraldagestanischen Laken, die seit Ende des 8. Jahrhunderts in muslimischen Quellen beschrieben werden, mit den „klassischen Legi (Λήγες)“ gleich. Sie wurden vom arabischen Befehlshaber Abu Muslim erobert, der unter ihnen den Islam etablierte und ihr Land von einem der Nachkommen des Propheten, Shah-Baal, regieren ließ, der den Titel Shamkhal (die Herkunft dieses Titels ist heute umstritten, vgl. dazu lakisch-kumykische Geschichte) und Wālī (Gouverneur) von Dagestan erhielt. Beide Ethnien sprechen verschiedene Sprachen der Nordostkaukasischen/Nachisch-Dagestanischen Sprachfamilie.
Wladimir Fjodorowitsch Minorski arbeitete heraus, dass die Bezeichnung Lāks / Leks  erst im Mittelalter aus Kombination der alten Selbstbezeichnung einiger dagestanischer Ethnien mit dem iranischsprachigen Suffix -s gebildet wurde und wies nach, dass die heutige Selbstbezeichnung der Lesgier (Lesgijar / Лезгияр, mit s vor g) sogar erst in der Neuzeit durch Metathese aus der älteren Form Leks / Legs entstand. In der lesgischen Sprache ist bis heute die ältere Selbstbezeichnung Leq'er (Лекьер) bekannt, was Zusammenhänge der Légai / Legae zu den Lesgiern wahrscheinlicher macht. Auf dieser Basis schlug der führende dagestanische Historiker des 20. Jahrhunderts Rassul Magomedow vor, dass die Begriffe zwei verschiedene ethnische Stammesgruppen bezeichneten: mit Lāks / Lākiya seien die zentraldagestanischen Laken gemeint, mit Légai / Legae und später Lekk' / Leki / Lekia / Leks dagegen die süddagestanischen und nordaserbaidschanischen Lesgier. Diese Hypothese traf aber auf Gegenargumente. Der Ethnograph Leonid Lawrow wies darauf hin, dass arabische und persische Quellen im lakischen Siedlungsgebiet im 9./10. Jahrhundert einen anderen Staat Ghumik beschreiben (besonders al-Masʿūdī und al-Balādhurī), der vom 7. bis 12. Jahrhundert nachweisbar ist, weshalb mit Lāks / Lākiya oft nicht die Laken gemeint sein dürften, sondern eher das südlichere Lekia und seine Bewohner. Die auf Süddagestan spezialisierten Historiker Amri Schichsaidow und Chidir Ramasanow schlossen sich an, eine genaue Zuordnung der Légai / Legae und der anderen Ethnonyme zu heutigen dagestanischen Ethnien sei nicht möglich. In einigen Quellen handele es sich um einen summarischen Begriff für alle Dagestaner. In den meisten Quellen dagegen, die Ghumik unterscheiden, sei es eine Bezeichnung für Süddagestaner – nicht nur der Lesgier im engeren Sinne, sondern der meisten Gruppen des lesgischen Sprachzweiges. Der früheste Quellenautor, der in seiner Beschreibung die Kenntnis der Existenz einer gesonderten lakischen Sprache erkennen lässt, war Abu Hamid al-Gharnati im 12. Jahrhundert.
Dass griechische und römische Autoren der klassischen Antike die Légai / Legae auch etwas südlicher, als spätantike und mittelalterliche Quellen (bis in die Nähe der Kura und der Küste des Kaspischen Meeres) lokalisieren, führte zu Diskussionen. Heute wirkt es den meisten Fachleuten aber plausibel, denn vor der Etablierung der dem Persischen nahestehenden tatischen Sprache als Folge von Ansiedlungen durch spätsassanidische Herrscher im 5./6. Jahrhundert und der folgenden Ausbreitung des Aserbaidschanischen reichte das Sprachgebiet der nordostkaukasischen (nachisch-dagestanischen) Sprachfamilie weiter nach Süden. Das ist auch von der früheren Verbreitung der Kaukasisch-Albanischen Sprache bekannt, die ebenfalls zum lesgischen Zweig der Nachisch-Dagestanischen Sprachen gehört (Vorläuferin des Udischen). Allerdings unterschieden die meisten klassischen Autoren die Légai von den Albanioi.